# Leon Tsvasman
Leon R. Tsvasman (* 1968 in Tscheljabinsk) ist ein deutscher Medienwissenschaftler, Kybernetiker und Autor. Seine interdisziplinären Arbeiten verbinden Kybernetik, Philosophie und Künstliche Intelligenz (KI) mit gesellschaftlichen Steuerungsmodellen. Tsvasman ist Begründer des Konzepts der Sapiokratie und hat mit den theoretischen Ansätzen wie Infosomatische Wende, Sapiognosis und Sapiopoiesis Impulse für eine ethisch fundierte Zivilisationsgestaltung im digitalen Zeitalter gesetzt.

## Leben und Wirken
Tsvasman absolvierte ein interdisziplinäres Studium der Kommunikationswissenschaft (Hauptfach bei Walter Schmitz), Politikwissenschaft und Anglistik an der Universität GH Essen (heute Universität Duisburg-Essen). Parallel war er als Zweithörer an der Rheinischen Friedrich-Wilhelms-Universität Bonn eingeschrieben, mit Vertiefungen in Kommunikationsforschung, Phonetik, englischer Philologie und politischer Theorie. Sein Promotionsstudium absolvierte er an der Westfälischen Wilhelms-Universität Münster im Hauptfach Medienwissenschaft bei Siegfried J. Schmidt; Politikwissenschaft und Anglistik (u. a. mit einem Forschungsbericht zu Aldous Huxley) bildeten die Nebenfächer. Frühere Studienerfahrungen in Humanmedizin an der Medizinischen Universität seiner Heimatstadt gingen diesem interdisziplinären Werdegang voraus.
In Forschung und Lehre war Tsvasman an zahlreichen Hochschulen tätig, darunter die Universität der Bundeswehr München, die Hochschule Heilbronn, die Technische Hochschule Ingolstadt, die Hochschule Fresenius, die IU Internationale Hochschule, die DIPLOMA Hochschule, die Rheinische Fachhochschule Köln sowie international an der LIGS University (USA) [1] und weiteren Institutionen. Seit 2015 lehrt und forscht er an der Wilhelm Büchner Hochschule.
Bis 2024 war Tsvasman in der Lehre der DW Akademie im Masterprogramm International Media Studies tätig, insbesondere in den Modulen Medienwirtschaft, Medien, Politik und Gesellschaft sowie projektbezogener Forschungsbetreuung. Zudem wirkt er in Zusammenarbeit mit Thomas Druyen am Institut für Zukunftspsychologie und Zukunftsmanagement der Sigmund Freud PrivatUniversität Wien (IZZ) mit.

## Forschungsschwerpunkte
Tsvasman arbeitete im Rahmen seiner erkenntnistheoretischen und medienwissenschaftlichen Forschung unter anderem mit Ernst von Glasersfeld und Siegfried J. Schmidt zusammen. Aufbauend auf konstruktivistischen, kybernetischen und systemtheoretischen Ansätzen befasst er sich mit der Gestaltung datenbasierter, ethisch orientierter Zivilisationsmodelle im digitalen Zeitalter.
Zentrale Themen seiner Forschung sind Ein datengestütztes Gesellschaftsmodell, das algorithmische Systeme mit menschlicher Entscheidungsfähigkeit kombiniert. Tsvasman beschreibt es in The Age of Sapiocracy(2023) als Antwort auf die Komplexität moderner Zivilisationen. Außerdem forscht er zu einem Ansatz zur Harmonisierung digitaler und biologischer Intelligenz (diskutiert in Fachkreisen im Kontext von KI-Ethik) sowie einem Führungsmodell für Organisationen, das auf systemischer Selbstregulation basiert.

## Publikationen (Auswahl)

### Monografien
- Kommunikative Aspekte individueller Orientierung. Zugl. Dissertation, Berlin 2003, ISBN 978-3-934529-06-9.
- als Hrsg.: Das große Lexikon Medien und Kommunikation. Ergon Verlag, 2006, ISBN 978-3-89913-515-2.
- mit Florian Schild: AI-Thinking: Dialogische Reflexionen über KI. Ergon Verlag, 2019, ISBN 978-3-95650-533-1.
- Infosomatische Wende. Impulse für intelligentes Zivilisationsdesign. Ergon Verlag, 2021, ISBN 978-3-95650-743-4.
- The Age of Sapiocracy. On the Radical Ethics of Data-Driven Civilization. Ergon Verlag, 2023, ISBN 978-3-98740-011-7.

### Artikel
- Strategic Intelligence and Visionary Leadership: Systemic Cybernetics for Ethical Innovation in the Digital Age. In: Ahmed Sedky: Resiliency Strategies for Long-Term Business Success, doi:10.4018/979-8-3693-9168-6.ch007
- Self-Regulation as a Catalyst for Scalability and Human-Centered Business Ecosystems in the Digital Age: Advanced Cybernetic Strategies for Autonomous and Human-Centered Business Evolution. In: Ahmed Sedky: Building Business Knowledge for Complex Modern Business Environments. Wilhelm Büchner University of Applied Sciences, 2024, doi:10.4018/979-8-3693-6447-5.ch003
- zahlreiche Artikel in den Magazinen Digitale Welt,[4] Intelligente Welt,[5] Meer Magazin[6]

## Rezeption
Tsvasmans Theorien werden in der Medientheorie, systemischen Managementlehre und KI-Ethik diskutiert.